# De anarchistische bankier
De anarchistische bankier (Portugees: O banqueiro anarquista) is een essay van de Portugese dichter Fernando Pessoa.  Hij schreef het in 1922; het is feitelijk het enige dat hij zelf heeft laten uitgeven, maar hij herschreef het in 1935, niet lang voor zijn dood.
Er is een Nederlandse vertaling van August Willemsen uit 1980 onder de titel De anarchistische bankier en ander proza (Arbeiderspers, Amsterdam). Dat boek bevat ook nog andere essays en brieven.
Pessoa beschrijft een gesprek met een vriend, bankier, groot zakenman en monopolist van importantie.  Deze noemt zich veel anarchistischer dan de anarchisten.  Zij zijn het alleen maar in hun pamfletten; hij is het ook in de praktijk.  Hij vermijdt de conventies van de maatschappij, het gezin, het geld, het geloof en de staat. De anarchist wil vrijheid, hij heeft die vrijheid écht. De anarchist wil het geld de baas worden, hij is het geld de baas, het geld is hem niet de baas. "Maar je hebt toch tirannie geschapen", oppert Pessoa. Helemaal niet, antwoordt zijn vriend, die tirannie bestond al.  Wat ik bevrijden kon, heb ik bevrijd, mezelf, en ik houd niemand tegen om dat ook te doen.
In een ander stuk, De ziekte der discipline (A doença da disciplina), verwijt Passoa de Portugezen een overmaat aan discipline, nog erger dan de Duitsers.  Die hebben de discipline verheven tot een staats- en regeringssysteem. Wij, Portugezen, laten haar over aan de totale massa zelf van de maatschappij. Portugal heeft een indisciplinator nodig.  De samensteller van de Nederlandse editie vraagt zich af of Pessoa misschien daarmee zichzelf bedoelde.
In enkele titelloze aantekeningen spreekt Pessoa over zichzelf. Mijn gehele constitutie is er een van aarzeling en twijfel. Alles is voor mij incoherentie en verandering. Niets van wat ik geschreven heb werd ooit voltooid; altijd kwamen nieuwe ideeën tussenbeide. Ik ijl. De gedachte dat er een oplossing gevonden zou kunnen worden voor de verhevenste problemen van wetenschap en filosofie kwelt me; dat iets bepaald zou kunnen worden door God of door de wereld, doet me gruwen. Dat de mensen eens allemaal gelukkig zouden kunnen zijn, dat er een oplossing gevonden zou kunnen worden voor de kwalen van de maatschappij, zelfs als hypothese, maakt me gek.  Toch ben ik niet boosaardig noch wreed; ik ben gek, en wel zodanig als zich moeilijk denken laat. (1910?)